# Міясіро (Сайтама)

36°1′21″ пн. ш. 139°43′22″ сх. д. / 36.02250° пн. ш. 139.72278° сх. д.
Міясі́ро (яп. 宮代町, みやしろまち, МФА: [mʲijaɕiɾo mat͡ɕi̥]) — містечко в Японії, в повіті Мінамі-Сайтама префектури Сайтама. Станом на 1 жовтня 2008 площа містечка становила 15,95 км². Станом на 1 січня 2009 населення містечка становило 34 022 осіб.